# 九井禹王宮
九井禹王宮位於四川省樂山市犍為縣九井鄉九井村三組，文物遺址年代判定為清。2006年，九井禹王宮被犍為縣人民政府公佈為縣級文物保護單位，2012年7月16日公佈為第八批四川省文物保護單位。
其建築坐北向南，總面闊35公尺，總進深36公尺，占地面積1260平方公尺。建築主體為青石台基上的磚木結構，屋面鋪設小青瓦，形成四合院落。山門前設垂帶式青石臺階，門樓4柱3間，原設戲樓。正殿4柱3間，面闊14.25公尺，通高8.6公尺。兩側山牆為馬頭封火磚牆，具有徽派建築特徵。